# Chlorissa stibolepida
Chlorissa stibolepida är en fjärilsart som beskrevs av Butler 1879. Chlorissa stibolepida ingår i släktet Chlorissa och familjen mätare. Inga underarter finns listade i Catalogue of Life.